# Muliercula ngoyensis
Muliercula ngoyensis är en kvalsterart som beskrevs av Coetzer 1968. Muliercula ngoyensis ingår i släktet Muliercula och familjen Scheloribatidae. Inga underarter finns listade i Catalogue of Life.